# 道場破り
道場破り（どうじょうやぶり）は、かつて剣術や柔術・空手など武術や武道で行われたという他流試合の様式。

## 内容
フィクションに描写される典型的な形態では、腕に覚えのある武芸修行者が紹介もなく他流の道場に乗り込み、道場側を挑発して他流試合を強要し、師範代など主だった門弟や、道場主、場合によっては助っ人など道場側を総て倒す。道場破りに成功すると、看板を破壊する、あるいは戦利品として持ち去る。看板を取られた道場側は廃業するか、看板を金品を払って買い戻さねばならない。看板なしでは道場が運営できないからである。一方、もし道場破り側が敗北すれば、半殺しにされた挙句、往来に放り出された。
時代劇や時代小説のたぐいでは好んで取り上げられるが、看板を賭けた道場破りが史実として実際に行われていたかについては疑問視する向きも多い。『幕末百話』や勝小吉の『夢酔独言』などでは、他流試合は行われるものの看板を賭けた道場破りのような話は見られない。そもそも当時の道場に看板が掲げられていたかについても疑問視されている。このため道場破りは後世の創作とも考えられている。

## プロレスにおける道場破り
プロレス界では腕自慢の部外者がプロレスラーとの腕試しを要求するケースが時折あるとされ、こういった目的を持つ人物がプロレス団体の道場に押しかけて来た場合を「道場破り」と呼ぶことがある。この場合プロレス団体側は可能な限りの適役、即ちガチンコでの立ち合いで実力を発揮するレスラーに相手をさせるのが通例。道場内での試合は営利目的の興行ではないため、相手を務めるレスラーの人気や知名度などを団体側は考慮しない。かつての新日本プロレスではブレーク前の藤原喜明がその役を任されており、アントニオ猪木に挑戦しようと道場に押しかけてきた部外者をことごとく返り討ちにしたことから、「猪木の影武者」と呼ぶ声もあったという。また、佐山聡も若手時代に同様の役を任されていたことを明言している。
アメリカのプロレスラー、ルー・テーズは「相手が格闘技について全くの素人であったとしても、一切手を抜くべきではない」と語っており、素人相手だからこそ重大な事故が起こりうる危険性を指摘している。これについてはアメリカでは興行側が観客から挑戦者を募集するイベントを行っていた時代があり、ミスター・レスリング（ティム・ウッズ）が素人の挑戦を受けた試合で左手の薬指を噛みちぎられた事件がある。
安生洋二はUWFインターに所属していた1994年、UWF参戦を嘱望されていたヒクソン・グレイシーに挑戦するため、ロサンゼルスにあるヒクソン・グレイシー柔術アカデミーに乗り込み、道場破りを敢行した。結果はタックルからマウントを取られ、パウンドからチョークスリーパーで失神させられたあとバウンドで目を覚まさせられて再びチョークスリーパーで失神させられるという完敗であったが、ヒクソンとUWFに対する世間の関心は強まり、PRIDE.1におけるヒクソン―高田戦の布石ともなった。詳細はヒクソン、安生それぞれのリンク先を参照。